# Giuseppe Oliverio
Giuseppe Oliverio (Sant'Eufemia d'Aspromonte, XVIII sec. – Altamura, 6-9 maggio 1799) è stato un ingegnere italiano. È noto soprattutto per essere stato uno dei quattro ingegneri dell'esercito della Santa Fede (1799); in tale veste, nel maggio del 1799 fu inviato con suo figlio, Giuseppe Vinci e altri ad Altamura per effettuare dei rilievi della città e ivi fu catturato e fucilato. Nelle Memorie (1836) di Domenico Sacchinelli, è impropriamente chiamato "Giuseppe Olivieri".

## Biografia
Era originario di Sant'Eufemia d'Aspromonte e operò principalmente nella sua città natale. Come già notato da Vallensise (2012), si possiedono scarse notizie biografiche sull'ingegner Oliverio; collaborò alla redazione della nuova pianta di Sant'Eufemia d'Aspromonte, che era stata distrutta in seguito ai terremoti del 1783; insieme allo stesso ingegner Vinci si occupò anche della ricostruzione della città di Palmi, partendo dal progetto originario di Giovan Battista de Cosiron.
Si segnala anche un possibile antagonismo tra gli ingegneri Vinci e Oliverio, sebbene per interposta persone dell'ingegner Ermenegildo Sintes; infatti, allorché all'ingegner Sintes fu assegnata la prosecuzione dell'opera della Cassa Sacra di Monteleone, fu affiancato da Oliverio.
Nel 1799 prese parte in qualità di ingegnere all'esercito della Santa Fede, venendo inviato insieme a suo figlio e all'ingegner Giuseppe Vinci ad Altamura per effettuare un rilievo della città, stabilendosi in località "la Marinella" (località che ancora oggi porta questo nome). Ivi furono avvistati, fatti prigionieri e rinchiusi nella chiesa di San Giacomo. In corrispondenza della fuga dalla città di Felice Mastrangelo e di Nicola Palomba (nell'ambito della cosiddetta Rivoluzione altamurana), il generale Mastrangelo ordinò la fucilazione di tutti i prigionieri e, tra questi, gli ingegneri Vinci e Oliverio e il figlio di quest'ultimo. Alcuni di questi, e probabilmente anche gli stessi ingegneri, furono sepolti vivi benché moribondi.

## Cariche
- Ingegnere militare dell'esercito della Santa Fede (1799).[14]